# Elmoparnus
Elmoparnus é um género de escaravelho aquático da família Dryopidae'

## Espécies[1]
- Elmoparnus brevicornis, Sharp, 1882
- Elmoparnus collinsae, Spangler & Steiner, 1983
- Elmoparnus dasycheilus, Spangler & Perkins, 1977
- Elmoparnus glaber, Grouvelle, 1889
- Elmoparnus jordanorum, Spangler & Perkins, 1986
- Elmoparnus mexicanus, Brown, 1970
- Elmoparnus miltops, Spangler & Perkins, 1977
- Elmoparnus pandus, Spangler & Perkins, 1977